# 佩塔什尼亞 (伯沙德區)
48°18′47″N 29°36′44″E / 48.31306°N 29.61222°E
佩塔什尼亞（烏克蘭語：Поташня）是位於烏克蘭西部文尼察州裏海辛區的村莊，始建於1704年，面積23.25平方公里，海拔高度227米，2001年人口1,510，人口密度每平方公里64.95人。